# Венский мирный договор (1738)
Венский мирный договор 1738 года (нем. Frieden von Wien) — мирный договор, подписанный в Вене 18 ноября 1738 года и завершивший войну за Польское наследство. Со стороны Австрии договор подписал граф Филипп Цинцендорф, а со стороны Франции и её союзников (Испании, Сардинии) — Жан де ла Бон. Он в основном повторял условия прелиминарного мирного договора, подписанного там же 3 октября 1735 года.

## Условия договора
По условиям договора Франция гарантировала прагматическую санкцию и признавала курфюрста саксонского Фридриха Августа II польским королём под именем Августа III. За Станиславом Лещинским оставлялся пожизненно королевский титул, ему также передавались герцогство Лотарингия и графство Бар, которые после его смерти должны были отойти к Франции. Герцог лотарингский Франц Стефан, зять императора Карла VI, в качестве компенсации за Лотарингию получал Пармское герцогство в составе Пармы, Пьяченцы и Великое герцогство Тосканское, престол которого оказался вакантным в связи с пресечением династии Медичи.
Австрия отказывалась от приобретённого ею по итогам Утрехтского мирного договора и Лондонского договора 1720 года королевства Сицилия, которое было передано младшей линии испанских Бурбонов (без права объединения с Испанией под одним скипетром).
Сардиния получала часть принадлежавшего Австрии Миланского герцогства (Новара, Тортона).
Россия актами от 15 мая и 23 ноября 1736 года декларировала своё согласие с предварительным мирным договором 1735 года и присоединилась к Венскому мирному договору (точнее, к его 6 статье, формулировавшей соглашение по польскому вопросу) актом от 21 мая 1739 года.

## Итоги договора
Венский мирный договор стал военным и дипломатическим поражением Австрии, которая из-за неудачной турецкой войны была вынуждена закрепить тяжёлые условия прелиминарного договора с Францией 1735 года, стремясь при посредничестве последней заключить мир с Портой. В то же время договор был крупным успехом Франции, которой удалось не только значительно ослабить позиции Австрии в Италии, но и завершить, с присоединением Лотарингии, воссоединение своей национальной территории. Одновременно Венский мирный договор был отражением военно-дипломатических успехов России, одержавшей победу над Францией в польском вопросе.